# Contea di Shanghe
La contea di Shanghe (商河县S, Shānghé XiànP) è una contea della Cina, situata nella provincia dello Shandong e amministrata dalla prefettura di Jinan.